# 롤랜드 TR-909
롤랜드 TR-909(Roland TR-909 Rhythm Composer)는 일본 롤랜드사에서 1984년에 출시한 아날로그 샘플링 드럼머신이다. TR-909는 16단계의 시퀀서 기능을 갖고 있고, TR-808보다 저렴한 가격으로도 더욱 사실적인드럼 음색을 낼 수 있도록 설계되었다. 또한 자유로운 프로그래밍이 가능하고, 바로 전에 출시되었던 TR-808처럼 자신이 프로그래밍한 패턴을 저장할 수 있다. 이 제품은 단종될 때까지 10,000개 정도만이 생산되었다.

## 구성
TR-909는 다음과 같은 드럼 소리를 낼 수 있다.
- 베이스 드럼
- 스네어 드럼
- 로우 탐탐
- 미드 탐탐
- 하이 탐탐
- 림샷
- 박수소리(클랩)
- 하이햇 (오픈과 클로즈드를 포함함)
- 심벌즈 (라이드와 크래시를 포함함)

하이햇과 심벌즈를 제외한 모든 소리는 전자적으로 합성된 소리이다. 따라서 여러 요소들을 변화시켜(피치, 강도, 잔향 등) 다양한 소리를 만들 수 있다. 하이햇과 심벌즈는 6비트로 샘플링해서 미세한 조정만이 가능하다. 또한 각 악기에는 엑센트를 줄 수 있다. 실제 드러머는 강조의 목적으로 특정 부분에서 악기를 세게 연주하는 경우가 있는데, 이를 재현하기 위한 목적이었다.

## 같이 보기
- ReBirth RB-338 - 윈도우와 매킨토시에서 작동되는 TB-303, TR-808, TR-909의 신디사이저 소프트웨어